# Пипинос, Андреас
Андреас Пипинос (греч. Ανδρέας Πιπίνος, 12 марта 1788, остров Идра, Османская империя — 14 декабря 1836, Идра, Греческое королевство) — греческий моряк, герой Освободительной войны Греции, один из самых известных капитанов Пантеона командиров греческих брандеров. В греческой историографии Освободительной войны упоминается и как равный/равноценный (ισάξιος) самому известному герою войны брандеров, Константину Канарису.

## Родина Пипиноса
Андреас Пипинос родился в 1778 году на греческом острове Идра, номинально находившимся в пределах Османской империи.
На Идре не было турецких властей, однако остров был обязан поставлять ежегодно 250 моряков на турецкий флот. К началу Освободительной войны в 1821 году, остров населяли 28 000 душ из которых 10 000, практически всё мужское население, были моряками:Α-134.
Одним из фактором расцвета флота Идры стали Наполеоновские войны:А-134, во время которых судовладельцы острова сколотили огромные состояния, прорывая английскую блокаду Франции.
Одновременно, корабли Идры с 1803 года начали пересекать Атлантику, доходя до Монтевидео.
Нет информации о том что Пипинос происходил из семьи судовладельцев, но как большинство мужчин острова он стал моряком.
Не располагаем портретом Пипиноса, но Д. Фотиадис описывает его «неотёсанным (άξεστος) здоровяком»:145.

## Начало Освободительной войны

Флаг Идры во время Греческой революции в 1821 году

Первым из островов, восстал Спеце (3 апреля), затем Порос, Саламин, Эгина и Псара.
Судовладельцы Идры медлили.
Но как только была получена новость, что повстанцы осадили крепость Акрокоринф, А. Иконому возглавил группу моряков, которые заняли канцелярию острова и захватили корабли:124.
Когда специот капитан Г.Цупас прошёл перед Идрой, буксируя 13 (!) захваченных им турецких кораблей, моряков Идры уже нельзя было удержать.
Идра, последним из «флотских островов» присоединилась к Революции, в силу нежелания её судовладельцев подвергнуться приключениям, представлявшим опасность их привилегиям, богатствам и кораблям но давление восставшего народа вынудило судовладельцев принять участие в Освободительной войне:107.

## Пипинос в начало эпопеи брандеров
С началом восстания, греческие капитаны и судовладельцы обратили свои торговые суда в «боевые» — что означало установку на них ещё нескольких пушек. К счастью для Греции, борьба с корсарами в Средиземноморье позволяла грекам легально вооружать свои суда и к началу восстания греческие торговые моряки имели некоторый опыт ведения боевых действий.
24 мая 1821 года эскадры вооружёных судов Идры, Спеце и Псара загнали в залив Эреса Лесбоса отставший от турецкой армады одинокий двупалубный фрегат с 74 орудиями 40-фунтового калибра. Попытки греческих кораблей подойти и потопить фрегат своими пушками 16-ти фунтового калибра были безрезультатны. Совет капитании пришёл к выводу, что единственный путь к достижению цели это использование брандеров, но реального опыта с брандерами ни у кого не было.

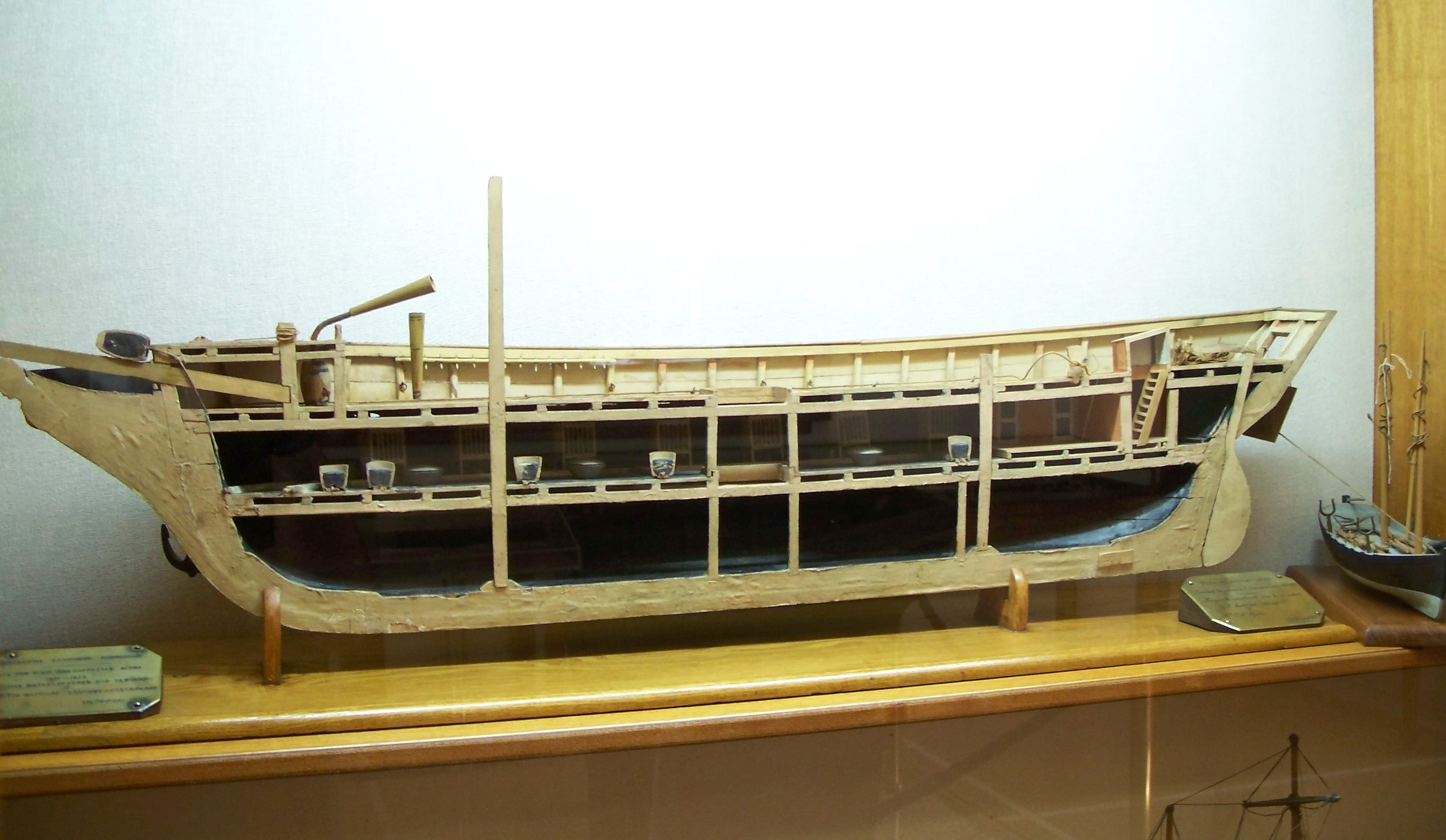
Макет греческого брандера, продольное сечение

Капитания срочно предоставила судно для переоборудования в брандер, командование которым принял Теохарис. Теохарис и его экипаж ночью подошли к фрегату, зажгли брандер и ушли на шлюпке под огнём турок, но брандер, за неимением опыта, был плохо закреплён и сгорел без пользы. Пессимизм охватил греческие экипажи.
Ещё одно судно было предоставлено для срочного переоборудования в брандер. К этому времени с Псара подошёл и брандер Г. Калафатиса, переоборудованый в начале восстания.
Адмирал псариотов Н. Апостолис поручил командование первым брандером своему племяннику Д. Папаниколису.
Папаниколис и Калафатис приняли решение атаковать днём.
27 мая в 6:00 вся греческая флотилия пошла на фрегат и началась безвредная перестрелка. Турки ничего не заподозрили, когда сквозь дым к ним пошли 2 ничем не отличающихся «боевых» корабля. Первым атаковал Калафатис. Ему удалось закрепить свой брандер к миделю фрегата, но брандер, с малым пламенем стал кренится и тонуть.
Наступил критический момент не только для этого сражения, но и для дальнейшей судьбы войны на море. Если и в этот раз греческой флотилии не удастся потопить единичный османский корабль в идеальных условиях, то останется мало надежд на успех в морской войне.
Брандер Папаниколиса под огнём пристал к фрегату, экипаж закрепил крюк в орудийный порт, спрыгнул в шлюпку и зажёг брандер. Турки безуспешно пытались отвязать брандер и потушить огонь. Фрегат взлетел на воздух.
С этой минуты минуты у греческого флота появился новый греческий огонь. Брандеры стали основным оружием греческого флота в боях с намного более сильным противником. Пантеон греческого флота пополнили десятки капитанов брандеров. Хотя греки не были пионерами в использовании брандеров в парусном флоте, но только в годы Освободительной войны Греции 1821—1829 гг. брандеры были использованы в таких масштабах, в любое время суток и против судов у причала, на якоре, на ходу:Β-106:Γ-22:Δ-52.
Имена членов экипажей последующих брандеров приходится искать в архивах. Но добровольческий экипаж брандера Папаниколиса отмечен греческой историографией. Согласно судовой роли от 27 мая 1821 года, единственным идриотом среди 21 членов экипажа этого брандера был Андреас Пипинос:58-75.

## Капитан брандера
После Лесбоса Андреас Пипинос прославился в последующие годы Освободительной войны в качестве капитана брандера.

### «Великий подвиг» — Возмездие за Хиосскую резню
В апреле 1822 года османский флот и иррегулярные войска разрушили остров Хиос и устроили массовую резню населения. Из 120 000 жителей до 25 000 были убиты, 45 тыс. проданы в рабство, 23 тыс. бежали с острова. (По другим данным 30 тыс. были убиты, 48 тыс. проданы в рабство, 40 тыс. нашли спасение на Псара и других острова:159.

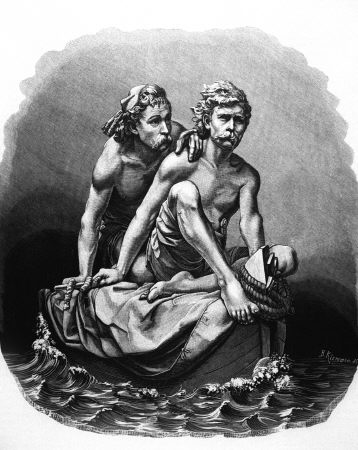
Константинос Канарис и Андреас Пипинос — литография в газете «Эсперос», 1883 год.

Дерзская идея не просто отомстить туркам, но и сжечь турецкий флагман и убить капудан-пашу зародилась у псариота Константина Канариса. Он запросил капитанию Псара предоставить ему брандер:144.
Информация дошла до Миаулиса, бывшего по старшинству первым среди адмиралов трёх островов. Осознавая опасность плана, Миаулис не стал препятствовать ему, но придал Канарису и один брандер Идры — под командованием Пипиноса. Зная этого «неотёсанного здоровяка» как смелого и способного моряка, но и как грубияна, и во избежание межостровного антагонизма, Миаулис приказал Пипиносу во всём подчиняться Канарису. Пипинос неукоснительно следовал указаниям своего адмирала:145.
1 июня 1822 года[по какому календарю?] Канарис и Пипинос вывели свои брандеры (экипажи 29 и 19 моряков соответственно:149) из гавани Псара под австрийским флагом:147. Турки праздновали последний день рамазана: 2200 человек, много знатных гостей, собрались на борту флагмана капудан-паши Кара-али. На реях висели нескольких повешенных греков и «подарок», присланный с Крита: голова и правая рука корсиканского филэллина Балеста:148.
Австрийские флаги позволили брандерам подойти к якорной стоянке турецкого флота. 2 самых освещённых двупалубных фрегата стояли на якоре в миле от берега. Перед ними стояли ещё 12 фрегатов, которые было легко атаковать. Но Канарис и Пипинос намеревались убить «капудана-мясника». Турки первоначально решили что капитаны двух подошедших судов неумело маневрируют, но когда осознали что это брандеры было уже поздно. Брандер Канариса пристал к флагману, крюк был закреплён. Канарис зажёг брандер и прыгнул в шлюпку. На вёслах, под огнём шлюпка ушла. Пипинос атаковал второй двупалубный фрегат, капудан-бея:151, но его брандер вероятно был плохо закреплён, и турки смогли его отвязать.
Но и неуправляемый брандер Пипиноса внёс панику и нанёс повреждения многим судам.
Тем временем на флагмане бушевал огонь, 84 орудия взрывались один за другим. Турецкие суда в панике снимались и уходили в Чешме и на юг. Jean P. Jourdain писал: «если в этот час у греков было бы ещё несколько брандеров, то они сожгли бы весь турецкий флот».
Через час после атаки Канариса огонь достиг порохового погреба, и флагман взлетел на воздух. Согласно консульскому агенту Австрии, из 2286 человек, находившихся на борту, спаслись лишь 200. Кроме сожжёного флагмана, один турецкий фрегат вышел из строя и ещё 6 турецких кораблей были повреждены:151.
(Согласно докладам Миаулиса, Л. Лалехоса и И. Вулгариса фрегат капудан-бея, к которому пристал брандер Пипиноса, был также уничтожен).
Тело капудана-паши Кара-али нашли и похоронили в крепости. Паника на турецком флоте не прекращалась: в каждом встречном греческом судне туркам мерещился брандер, немногочисленные греческие корабли гонялись за турками до Тенедоса. Французский адмирал и историк Жюрьен де ла Гравьер позже писал: «хиосская резня не прошла безвозмездно, и море снова перешло под греческий контроль».
С этого момента и по сегодняшний день греческая историография и популярная литература отмечает что Пипинос, вместе с Канарисом, составили «потрясающий дуэт» (φοβερό δίδυμο) брандеристов и несмотря на незавершённое сожжение фрегата капудан-бея иногда именуют Пипиноса «не уступающим/равноценным (εφάμιλλος) Канарису».

### Сражение при Спеце

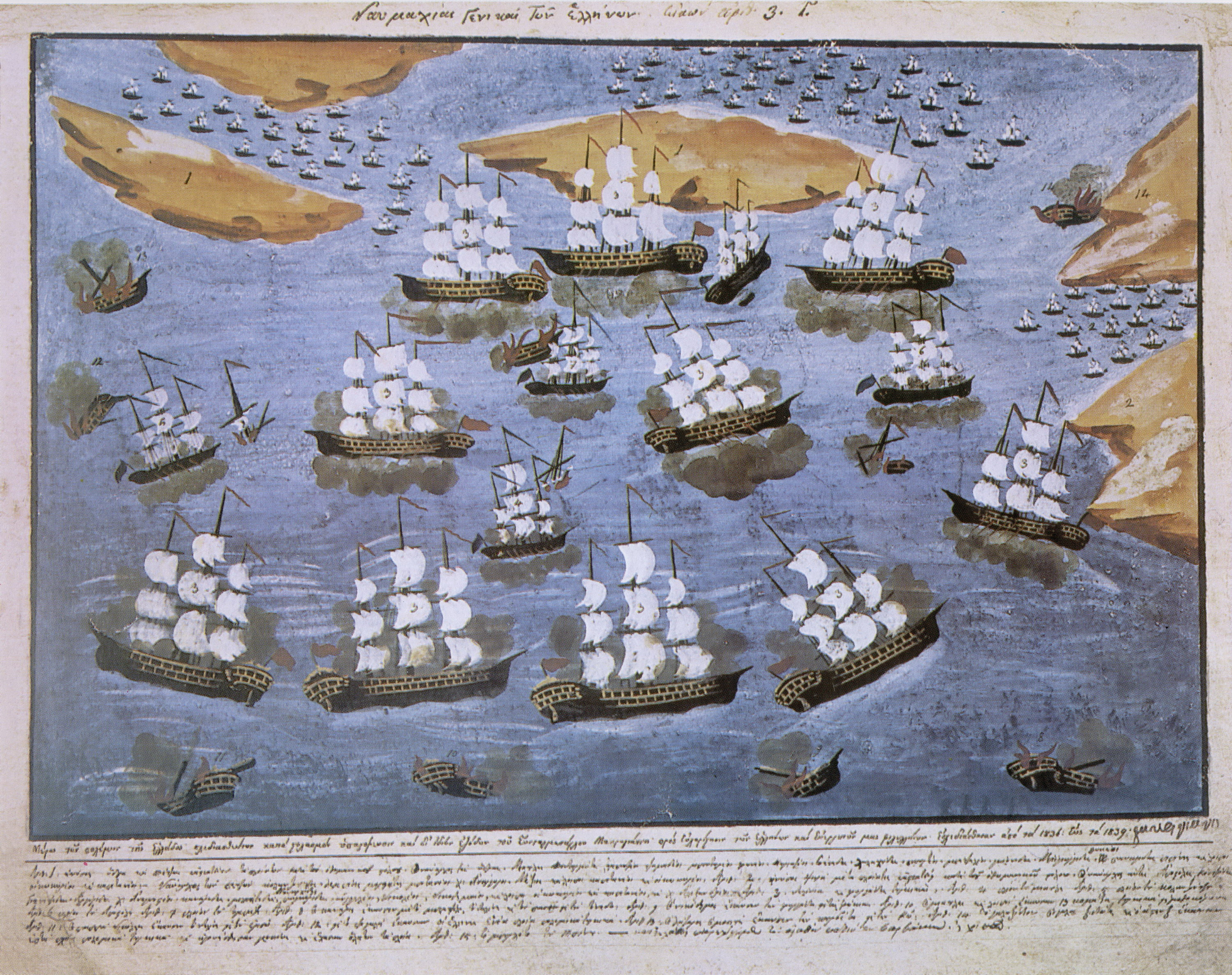
Зографос, Панайотис — Символическая и собирательная картина Морские сражения греков. В верхней части и под номером 15 «Брандер Пипиноса» (Το μπουρλότο του Πιπίνου)

В сентябре 1822 года турки попытались разрушить оплоты греческого флота, острова Спеце и Идра.
Османская армада направилась к проливу между Спеце и Идра, чего командующий греческим флотом Миаулис Андреас-Вокос не ожидал. Миаулис поднял сигнал «флот следует за адмиралом» и направился к берегу Пелопоннеса. Согласно греческим историкам, его план мог привести к катастрофе.
Но капитаны Цупас, Ламбру, Криезис, Антониос, Лембесис, Теодорис отказались следовать за Миаулисом и пошли навстречу армаде, открыв огонь «на удивление врагам и друзьям»
После этого Миаулис развернулся и также пошёл на армаду, которая уже вошла глубоко в пролив. Капитан Пипинос бросился со своим брандером на алжирский фрегат. Около 50 алжирских моряков, с хорошими морскими навыками, бросились на абордаж уже горящего брандера. Многие из алжирцев сгорели, но им удалось отогнать брандер от фрегата. Брандер сел на мель (мель сегодня именуется «Брандер») сгорел, но не без пользы, внеся замешательство в османские линии и дав грекам передышку.
К 14:00 исход сражения был ещё не ясен, когда в атаку пошёл брандер кап. Барбацис, Космас, из числа 18 кораблей стоявших перед Спеце и принявших основной удар османского флота.
Подбодряемый экипажами других кораблей, Барбацис «превзошёл себя в этот момент» и пошёл прямо на турецкий флагман.
Хотя героем сражения стал Барбацис, именно брандер Пипиноса внёс замешательство в османский флот, дал передышку греческому флоту и переломил ход сражения.
Кёсе Мехмет не выдержал атаки Барбациса и развернул свой корабль к выходу из пролива. За ним последовала вся армада под возгласы греческих моряков и населения. Острова были спасены от смерти и порабощения.

### Самос
В некоторых источниках упоминается что Пипинос принял участие в серии сражений у Самоса — Первое сражение в проливе Микали, Второе сражение в Микали (1 августа 1824 года), Третье сражение в Микали (4 августа), Четвёртое сражение в Микали (5 августа), однако его нет в списках отличившихся.
Напротив, его соратник по Хиосу, Константин Канарис сжёг днём и на ходу третий по счёту двухпалубный фрегат, с 1 тысячей солдат на борту. Д. Фотиадис пишет, что этот третий подвиг Канариса был также ответом своим и иностранным завистникам, которые ссылались на то, что в двух предыдущих случаях на островах Хиос и Тенедос Канарис сжёг неприятельские корабли ночью, к тому же стоящими на якоре.

### Геронтас

Остров Кос и Бодрум

17 августа 1824, получив информацию о том, что османский и египетский флоты стоят у острова Кос, совет адмиралов островов принял решение не дожидаться турок и атаковать их в проливе между Кос и Галикарнасом (Бодрумом).
Впереди шли 6 брандеров: капитаны Пипинос, Роботис, Теохарис с Идры, Кастелиотис с Спеце, Д. Папаниколис и Вурлос с Псара. При приближении греческого флота, Хосреф и Ибрагим-паша дали приказ своим кораблям поднять паруса.
Греческий командующий Миаулис Андреас-Вокос поднял сигнал: всему флоту войти в пролив. И опять победу греческому флоту подарили брандеры, гонявшиеся за турецкими судами в проливе. Адмирал Г. Сахтурис писал в своём дневнике: «брандеры — душа нашего флота. Без них мы не смогли бы достичь ничего, или совсем малого, с неприятелем имевшем корабли несравнимые с нашими ни числом, ни возможностями».
Брандер Вурласа получил 5 ядер в ватерлинию, а после столкновения с греческим бригом стал неуправляемым. Экипаж был вынужден сжечь его. Пропал и брандер Манезаса.
За флагманом Хосрефа гонялся брандер К. Никодимоса. Турецкий флагман скрылся в Бодруме, получив в спешке от столкновений повреждения. Но и знаменитый египтянин Измаил-Гибралтар, который сжёг Галаксиди и разрушил остров Касос, «чудом спасся от брандера капитана Пипиноса».
С наступлением ночи греческий флот вышел из пролива. «Мы поняли, что не добились ничего» (из дневника кап. Цамадос).
Утром ветер посвежел и Миаулис поднял сигнал встать на якоря в заливе Геронтас на малоазийском побережье, севернее Бодрума. В проливе остались только 2 дозорных брига.

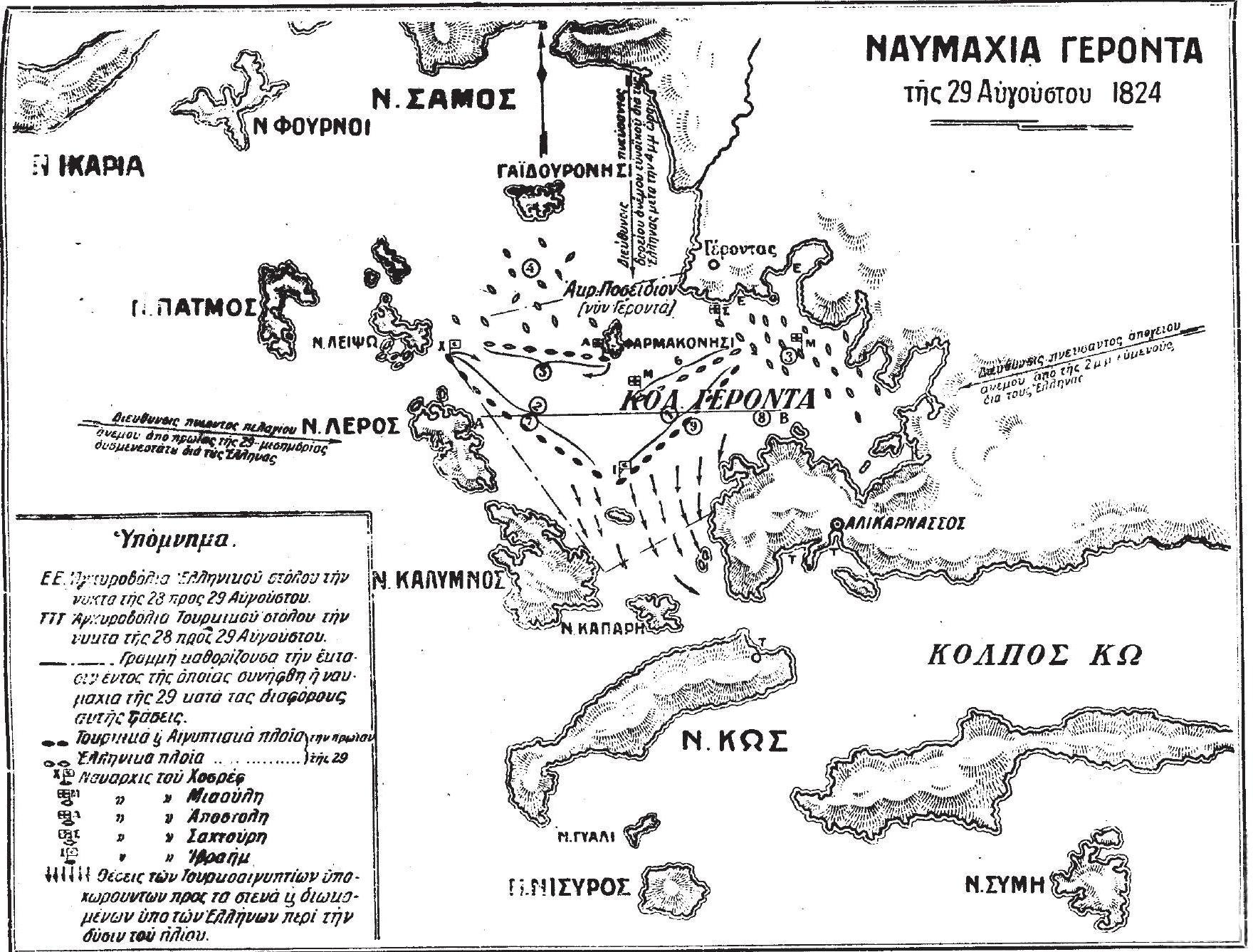
Карта боя при Геронтас

29 августа из Бодрума вышли к северу османский и египетский флоты — 86 кораблей. Флоты шли двумя линиями: во главе левой шёл флагман Хосрефа, с целью охватить справа греческий флот. Вторую линию возглавлял флагман Ибрагима, с целью поразить стоящие в заливе греческие корабли. Находящиеся с Ибрагимом французские офицеры сразу оценили предоставившуюся возможность уничтожить греческие корабли в заливе.
Сражение началось для греков при самых неблагоприятных обстоятельствах. Турки шли при благоприятном для них ветре, в то время как полное безветрие в заливе не давало возможность греческим кораблям выйти из него. Сложилась отчаянная ситуация для блокированных в заливе кораблей. Их экипажи, не уповая только на судьбу, спустили шлюпки и, задействовав их концами к кораблям, буксировали их гребя изо всех сил. Было маловероятно что они успеют вывести корабли из залива до подхода турецкого флота, но это была последняя надежда. Идущие впереди корветы Измаил-Гибралтара уже открыли огонь.
В этот критический час адмирал псариотов Н. Апостолис, стоявший на дальнем рейде, дал команду своим брандерам атаковать. Папаниколис и Никодимос ринулись в атаку. Папаниколис, герой Эреса, снова отличился и как пишет Сахтурис «бросившись на два впереди идущих фрегата, обратил их в бегство».
Немедленно сразу за брандерами в бой вступили и другие греческие корабли с рейда.
Воспользовавшись замешательством турок, греческие корабли стали выходить один за другим из залива. Первым вышел флагман Миаулиса и стал маневрировать, чтобы принять участие в сражении. Флоты двух сторон вели огонь из 3 тысяч пушек.
Но теперь ветер благоприятствовал грекам. Идриот Я. Матрозос закрепил свой брандер на египетский бриг, но экипаж брига потушил огонь. К этому же бригу пристал Пипинос, но после ранения Пипиноса его экипаж поджёг брандер раньше времени. Третьим к бригу пристал специот Л. Мусус и поджёг его. Экипаж брига бросился в море. Миаулис поднял сигнал остальным брандерам: «с помощью Креста, атакуйте!».
Брандер идриота Теохариса пристал к 44 пушечному фрегату, тунисскому флагману построенном в Марселе. На его борту было 500 моряков и 800 солдат. Многие попадали в море, но ветер не благоприятствовал огню.
Миаулис дал команду капитану Ватикиотису пристать к этому же фрегату. Вскоре огонь обнял фрегат и он взлетел на воздух.
После этого турки потеряли дух и флагманы Хосрефа, Ибрагима, Измаил-Гибралтара и Алжира спешно покинули сражение.
Победу в этом самом большом морском сражении Освободительной войны подарили Греции способность греческих моряков маневрировать и, в очередной раз, брандеры.

### Трикери
Оправившись от своего ранения, через несколько недель Пипинос принял участие в атаке греческих брандеров против укрывшихся заливах Вориос-Эввоикос- Пагаситикос Средней Греции турецких кораблей.
Георгиос Фотопулос в своей книге изданной в 1871 году пишет, что здесь Пипинос сжёг один турецкий корабль и своими действиями содействовал и другим брандеристам.

### Метони
12 февраля 1825 г. Ибрагим, воспользовавшись междоусобицей греков, высадился беспрепятственно в Метони. 26 апреля флот Ибрагима взял с боем остров Сфактерия, прикрывающий бухту города Пилос и встал в бухте на якоря.
Флот Идры которым командовал Миаулис Андреас-Вокос, избегал боя с линейными египетскими кораблями и наблюдал за событиями на расстоянии, довольствуясь перехватом транспортов и выискивая случай для атаки брандерами.
На тот момент Миаулис располагал только двумя брандерами. 29 апреля Миаулис пригласил капитанов брандеров Пипиноса и Рафалиаса и спросил их согласие на попытку атаковать турецкий флот в бухте Пилоса. Пипинос согласился. Рафалиас отказался, утверждая, что нет никаких шансов на успех и что риск неоправдан. После чего Миаулис передал командование брандером «юнцу» Г. Политису.
На следующий день с Идры прибыли ещё 4 брандера под командованием Бикоса, Спахиса, Цапелиса и Димамаса.
Между тем от грека капитана задержанного транспорта, под флагом находившихся под британским контролем Ионических островов, была получена информация, что в Метони собралось более 20 турецких фрегатов, корветов и транспортов (в других источниках 16 боевых кораблей и 12 транспортов). Миаулис немедленно принял решение вместо Пилоса атаковать Метони.
30 апреля в 20:00 флот Идры прошёл проливом Сапьендза-Метони. Увидев приближение греческих кораблей, капитаны турецких кораблей и австрийских транспортов дали команду рубить якорные канаты. Нескольким судам удалось снятся и уйти, но основная часть турецких кораблей оказалась запертой в Метони. Все шесть брандеров пошли в атаку одновременно (Д. Фотиадис упоминает первым брандер Пипиноса). Пламя пожаров в течение пяти часов освещало ночью Метони. В какой-то момент показалось что взрывы охватили и саму крепость, но это взлетела на воздух двух-палубная «Азия» с её 60-ю орудиями, которая была сожжена совместными усилиями брандеров Пипиноса и Политиса.
В своем рапорте Миаулис доложил, что было сожжено 2 фрегата, 3 корвета и все находившиеся в Метони бриги и транспорты. (В разных источниках от 12 до 20 кораблей).
Никогда ранее флоту повстанцев не удалось в один вечер нанести такой урон турецкому флоту, но, будучи реалистом, Миаулис дописал в своем рапорте: «будем считать, что нам ничего не удалось, что опасность для Греции остаётся опасностью, если мы не продолжим наносить многократные удары по нашему сильному врагу».
Этот рейд, как и «Леонидово сражение», которое дал Папафлессас при Маньяки через 20 дней, лишили Ибрагима и его европейских советников их начальных иллюзий, что им удастся легко и быстро добиться того, что не удалось туркам и албанцам в течение четырёх лет — усмирить восставшую Грецию:Δ-81-85.

### На помощь осаждённому Месолонги 1826
6 ноября 1825 года, турецко-египетский флот (114 кораблей) подошёл к Мессолонги.
13 ноября эскадра Миаулиса также подошла к осаждённому городу. Произошло несколько морских сражений без победителей между островом Закинф и мысом Папа. 23 ноября греческий флот снабдил Мессолонги небольшим количеством продовольствия и 30 ноября ушёл. Турецко-египетский флот остался, блокируя Мессолонги с моря.
13 декабря египетский авангард подошёл к городу. 26 декабря к Мессолонги подошёл сам Ибрагим. 1826 год город встретил блокированный с суши и с моря объединёнными армиями и флотами Османской империи и вассального Египта.
7 — 9 января греческой эскадре (19 кораблей и брандеров, в том числе брандер Пипиноса) удалось прорвать морскую блокаду и снабдить город в последний раз.
15 января брандер капитана Политиса сжёг на рейде Мессолонги турецкий корвет.
16 января греческий флот сразился с турецко-египетским в Коринфском заливе. Турки впервые использовали брандеры, но управляли ими с такой нерешительностью, что грекам удалось захватить один из их брандеров.
Выгрузив все остатки и свои запасы продовольствия, 25 января греческий флот ушёл.
Несмотря на участие во всех эпизодах этого похода, Пипиносу не удалось отличиться. К тому же, в начале января, по причине сильного шторма его брандер опрокинулся и затонул возле острова Закинф.

## После освобождения
С прибытием в Грецию И. Каподистрии Пипинос принял участие в операциях против греческих пиратов
Он также принял участие в операциях 1829 года предпринятых повстанцами на Крите, невзирая на протесты адмиралов Великих держав, исключавших включение Крита в воссоздаваемое греческое государство.
После освобождения (юга) Греции Пипинос числился в списках состава флота в 1834 году в звании капитана второго ранга.
Сразу затем он был назначен временным командующим т. н. Восточной эскадры флота, в то время как Канарис принял командование Западной эскадрой.
В 1832 году на трон Греции был возведён несовершеннолетний баварский принц Оттон. Королевская армия в основном состояла из немецких и др. наёмников, ветераны Освободительной войны были в своей массе не востребованы. К тому же в королевстве Оттона флоту была отведена второстепенная роль.
Пипинос ушёл в отставку в 1836 году и вскоре умер.
Как отмечала столичная газета «Афина» в посвящении Пипиносу после его смерти, «он умер в нищете», «поставив в неловкое положение супругу и дочь в час свадьбы».

## «Моряки английского сада»

Скульптурная группа «Константин Канарис и Андреас Пипинис» в «Английском саду» в Палермо. Она же «Моряки Английского сада» и «Братья Канарисы».

В 1873 году итальянский (сицилийский) скульптор Benedetto Civiletti (1846—1899), представил на международной выставке в Вене гипсовую скульптурную композицию под наименованием «Канарис на Хиосе» («Canaris a Scio»), но состоящую из двух фигур.
Композиция получила успех, после чего в европейских странах стали изготавливаться бронзовые статуэтки разного размера, представлявших собой копии скульптуры Civiletti с небольшими отклонениями.
Не располагаем описанием скульптуры самим скульптором, но при наличии двух фигур комплекса и двух героев в «Великом подвиге» Хиоса, статуэтки получили имя «Канарис — Пипинис».
Начиная с опубликованной в 1881 году в издаваемой в Лейпциге греческой газете «Эсперос» зарисовке (литографии) с скульптуры, до современного ресурса исторических греческих портретов «Пандектис», в греческих источниках эта скульптурная композиция именуется «Константин Канарис — Андреас Пипинос».
Между тем в 1875 году будущий король Италии, принц Умберто I, заказал скульптору мраморный вариант его композиции, который после её исполнения в 1888 году подарил муниципалитету города Палермо.
Скульптура была установлена первоначально в Villa Giulia, но по причине загрязнения воздуха в городе в последние десятилетия, была перенесена в внутренний зал «Английского сада» (Giardino Inglese, Via della Libertà).
После чего сицилийцы стали именовать скульптуру «Моряки английского сада» (I marinai del Giardino Inglese) и (вероятно смущённые двумя фигурами композиции) «Братья Канарисы» (I fratelli Canaris).
Но для греческих источников и путеводителей в Палермо есть «памятник Канарису и Пипиносу», с тем лишь примечанием, что «Канарис и Пипинос (естественно) не могли находиться на одном брандере».

## Память

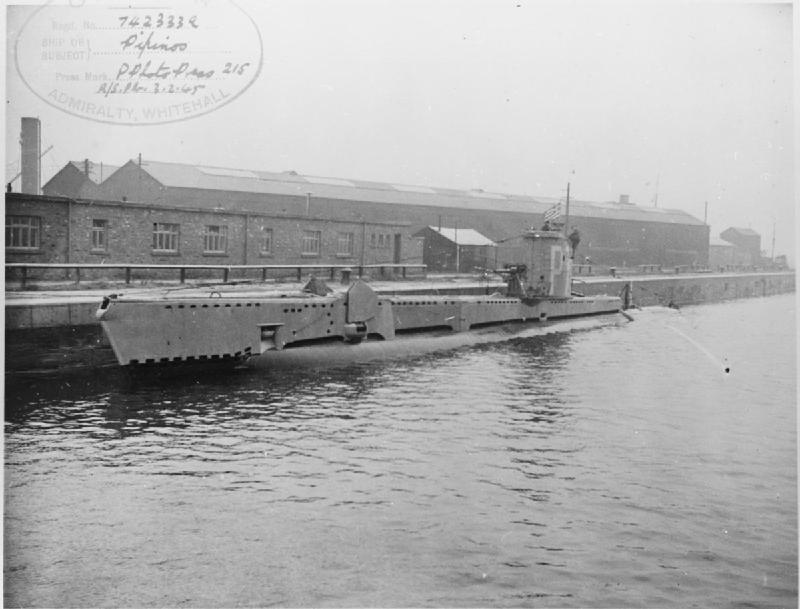
Подводная лодка Пипинос (Y-8)

В афинском районе Новая Смирна именем Пипиноса названа одна из улиц.
Греческий военно-морской флот почтил память Андреаса Пипиноса, дав его имя двум подводным лодкам :
- Пипинос (Y-8)-Британская подводная лодка, переданная в 1943 году ВМФ Греции продолжавшемуся сражаться в Средиземноморье с временной базы в Александрии и учитывая потерю 4 из 6 располагаемых греческим флотом в начале войны подводных лодок. Выведена из состава флота в 1958 году.
- Подводная лодка S 121, одна из трёх подводных лодок типа 214, построенных по германской лицензии на греческой верфи, а Hellenic Shipyards в Скарамангас, в период 2003—2014 годов[28].